# Amblyomma australiense
Amblyomma australiense (лат.) — вид клещей рода Amblyomma из семейства Ixodidae. Эндемик Австралии: Западная Австралия, Северные Территории и Квинсленд. Паразитируют, главным образом, на ехиднах Tachyglossus aculeatus, а также обнаружены на ящерицах и змеях. У самцов спинной жесткий щиток прикрывает все тело, у самок треть. Вид был впервые описан в 1905 году французским паразитологом Louis Georges Neumann (1846—1930)